# Натан Де Кат
Натан Де Кат (нід. Nathan De Cat; нар. 19 липня 2008) — бельгійський футболіст, півзахисник клубу «Андерлехт».

## Клубна кар'єра
Вихованець команд «Мехелен» і «А2П», а 2018 року приєднався до академії «Андерлехта». 10 жовтня 2023 року підписав з клубом свій перший професіональний контракт. 2 лютого 2024 року дебютував за фарм-клуб «Андерлехт Ф'ючерз» в матчі Челленджер Про-ліги проти «СЛ16».
27 вересня 2024 року продовжив контракт з клубом до літа 2027 року. 1 лютого 2025 року в поєдинку Челленджер Про-ліги проти «Клуб НКСТ» забив свій перший гол у професіональній кар'єрі. 20 лютого дебютував в основному складі «Андерлехта» в матчі плей-оф Ліги Європи УЄФА проти турецького «Фенербахче», вийшовши на заміну Луїсу Васкесу. 6 квітня 2025 року в поєдинку проти «Генка» дебютував у Про-лізі, замінивши Ян-Карло Симича. 1 травня 2025 року в матчі Про-ліги проти «Антверпена» забив свій перший гол за «Андерлехт». У віці 16 років і 286 днів став сьомим наймолодшим бомбардиром в історії клубу, перевершивши досягнення Поля ван Гімста, а також третім саме в 21 столітті. В своєму дебютному сезоні дійшов з «Андерлехтом» до фіналу Кубка Бельгії, в якому його команда в підсумку поступилась «Брюгге».

## Кар'єра в збірній
Виступав за збірні Бельгії до 15, до 17 і до 19 років. В травні 2025 року потрапив в заявку збірної до 17 років на юнацький чемпіонат Європи в Албанії. На турнірі провів чотири матчі, а його команда дійшла до чвертьфіналу, де поступалась збірній Франції. Окрім цього увійшов до символічної збірної чемпіонату.

## Статистика виступів
Станом на 14 серпня 2025
| Клуб              | Сезон             | Чемпіонат           | Чемпіонат | Чемпіонат | Кубок | Кубок | Єврокубки | Єврокубки | Інші  | Інші | Всього | Всього |
| Клуб              | Сезон             | Дивізіон            | Матчі     | Голи      | Матчі | Голи  | Матчі     | Голи      | Матчі | Голи | Матчі  | Голи   |
| ----------------- | ----------------- | ------------------- | --------- | --------- | ----- | ----- | --------- | --------- | ----- | ---- | ------ | ------ |
| Андерлехт Ф'ючерз | 2023–24           | Челленджер Про-ліга | 10        | 0         | —     | —     | —         | —         | —     | —    | 10     | 0      |
| Андерлехт Ф'ючерз | 2024–25           | Челленджер Про-ліга | 23        | 3         | —     | —     | —         | —         | —     | —    | 23     | 3      |
| Андерлехт Ф'ючерз | Всього            | Всього              | 33        | 3         | 0     | 0     | 0         | 0         | 0     | 0    | 33     | 3      |
| Андерлехт         | 2024–25           | Про-ліга            | 6         | 1         | 0     | 0     | 1         | 0         | —     | —    | 7      | 1      |
| Андерлехт         | 2025–26           | Про-ліга            | 3         | 0         | 0     | 0     | 3         | 0         | —     | —    | 6      | 0      |
| Андерлехт         | Всього            | Всього              | 9         | 1         | 0     | 0     | 4         | 0         | 0     | 0    | 13     | 1      |
| Всього за кар'єру | Всього за кар'єру | Всього за кар'єру   | 42        | 4         | 0     | 0     | 4         | 0         | 0     | 0    | 46     | 4      |

1. ↑  Матчі в Лізі Євпопи УЄФА
2. ↑  1 матч в Лізі Європи УЄФА, 2 матч в Лізі конференцій УЄФА

## Досягнення
Особисті
- Символічна збірна юнацького чемпіонату Європи (до 17 років): 2025[17]